# Romain Alessandrini
Romain Alessandrini (ur. 3 kwietnia 1989 w Marsylii) – francuski piłkarz występujący na pozycji pomocnika w klubie Qingdao Huanghai F.C.

## Kariera klubowa
Alessandrini zadebiutował w 2008 roku w FC Gueugnon. W pierwszym sezonie wystąpił w 27 meczach i zdobył 3 gole. W następnym sezonie był kontuzjowany i w 6 meczach zdobył 3 gole. W 2010, występował w Clermont Foot i w 35 meczach zdobył 11 goli. W sezonie 2011/2012 grał w 33 meczach i zdobył 11 goli. 28 czerwca 2012 roku podpisał 4-letni kontrakt z pierwszoligowym Stade Rennais. Swój pierwszy mecz w Ligue 1 zagrał z Girondins Bordeaux 19 sierpnia 2012, a swoją pierwszą bramkę w Ligue 1 zdobył w następnym meczu z SC Bastia.
25 czerwca 2014 roku podpisał kontrakt z pierwszoligowym Olympique Marsylia.
31 stycznia 2017 podpisał kontrakt z drużyną Los Angeles Galaxy, występującą w Major League Soccer.
| Sezon   | Klub               | Kraj              | Rozgrywki | Mecze | Bramki | Rozgrywki Europy | Mecze | Bramki |
| ------- | ------------------ | ----------------- | --------- | ----- | ------ | ---------------- | ----- | ------ |
| 2008/09 | FC Gueugnon        | Francja           | National  | 27    | 3      | –                | –     | –      |
| 2009/10 | FC Gueugnon        | Francja           | National  | 6     | 3      | –                | –     | –      |
| 2010/11 | Clermont Foot      | Francja           | Ligue 2   | 35    | 11     | –                | –     | –      |
| 2011/12 | Clermont Foot      | Francja           | Ligue 2   | 33    | 11     | –                | –     | –      |
| 2012/13 | Stade Rennais      | Francja           | Ligue 1   | 22    | 10     | –                | –     | –      |
| 2013/14 | Stade Rennais      | Francja           | Ligue 1   | 27    | 6      | –                | –     | –      |
| 2014/15 | Olympique Marsylia | Francja           | Ligue 1   | 13    | 1      | –                | –     | –      |
| 2014/15 | Olympique Marsylia | Francja           | Ligue 1   | 13    | 1      | –                | –     | –      |
| 2015/16 | Olympique Marsylia | Francja           | Ligue 1   | 22    | 5      | –                | –     | –      |
| 2016/17 | Olympique Marsylia | Francja           | Ligue 1   | 6     | 0      | –                | –     | –      |
| 2017    | Los Angeles Galaxy | Stany Zjednoczone | MLS       | 30    | 13     | –                | –     | –      |

Stan na: 3 listopada 2018 r.

## Styl gry
Alessandrini znany jest ze swojej szybkości, dryblingu i częstych strzałów z dystansu.